# Toshiro Masuda
Toshiro Masuda (増田俊郎, nascido em 29 de Outubro de 1959) é um compositor Japonês. É mais conhecido por compor trilhas sonoras em séries de anime, apesar de produzir também discos independentes.

## Trabalhos

### Séries de anime
- Excel Saga (1999)
- Jubei-chan (1999)
- Hand Maid May (2000)
- Mahoromatic (2001)
- Puni Puni Poemy (2001)
- Naruto (2002)
- Ai Yori Aoshi (2002)
- Jubei-chan 2 (2004)
- Mushishi (2005)

### Séries de Tokusatsu
- Sekai Ninja Sen Jiraiya (1988)